# Parelli Natural Horsemanship
Parelli Natural Horsemanship, auch bekannt als Parelli oder PNH, ist ein Programm, das natürlichen Umgang mit Hauspferden unterrichten soll. Das wissenschaftlich nicht evaluierte Programm geht auf den Pferdetrainer Pat Parelli zurück.
In den USA ist das Parelli Natural Horsemanship eines der Programme, die den Ansatz eines "behutsamen" und "einfühlsamen" Pferdetrainings etablierten. Pat Parelli gilt als einer der sogenannten Pferdeflüsterer, wobei Parelli und seine Frau als "Meister der Vermarktung und Kommerzialisierung" des Trainingsansatzes gelten. Parellis Arbeiten gehen maßgeblich auf die Grundlagenwerke von Ray Hunt zurück.

## Das Programm
Parelli Natural Horse-Man-Ship ist ein Programm, das eine natürliche Herangehensweise an die Kommunikation mit Pferden lehren soll. Die Aussage Parellis ist: Es basiert auf dem natürlichen Pferdeverhalten, um das Vertrauen und den Respekt der Pferde in der Pferd-Mensch-Beziehung zu gewinnen. PNH Methoden ähneln mental, emotional und physisch der Art und Weise, wie Pferde untereinander in einer Herde kommunizieren. Ziel ist es, dass Menschen sich nicht wie Menschen oder wie Raubtiere, sondern wie Pferde verhalten.
Um dieses Ziel zu erreichen, benutzt Parelli in erster Linie das Prinzip der sog. "negativen Verstärkung" durch voranschreitenden Druckaufbau zum Erreichen einer spezifischen Reaktion des Pferdes, gefolgt von Pausen (sprich einem Nachlassen des Drucks) nach der richtigen Reaktion des Pferdes, in kontrollierten Umgebungen. Bezeichnend hierfür ist die Erhöhung des Drucks in Abstufungen, genannt "Phasen". Trainer und Pferd üben in dieser Umgebung Verhaltensmuster (Pattern) ein, die dann später generalisiert werden sollen. Grundlegend sind dabei sieben Spiele, die auf dem Verhalten einer Stute mit ihrem neugeborenen Fohlen basieren und die die Pferde 'den ganzen Tag und ihr Leben lang spielen' (Zitat von Pat Parelli in verschiedenen Videos).
Als Basis, wie welche Spiele gespielt werden sollen und welche Pattern man anwendet, muss man das Pferd "lesen", dessen Persönlichkeit herausfinden. Parelli hat hier den Begriff "Horsenality" geprägt.
Das Programm selbst gliedert sich in 10 Stufen (Levels), von denen zurzeit aber nur die ersten vier zugänglich sind, und vier Lernbereiche (Savvys):
- Level 1 (Partnerschaft): Aufbau einer Kommunikation und Sicherheit im Umgang mit dem Pferd; Savvy On Line (Bodenarbeit am Seil)
- Level 2 (Harmonie): Vertrauensaufbau zwischen Mensch und Pferd; Savvy Freestyle (Reiten ohne ständigen Zügelkontakt)
- Level 3 (Verfeinerung): Verfeinerung der ersten beiden Levels; Savvy Liberty (Bodenarbeit ohne Seil)
- Level 4 (Vielseitigkeit): Erlernen weiterer Fähigkeiten, dass man letztlich das Pferd auf natürliche Weise zu allem veranlassen kann, was man möchte; Savvy Finesse (Reiten mit feinem Zügelkontakt)

## Geschichte
Der ehemalige Rodeoreiter Parelli entwickelte sein Trainingsprogramm vor allem an Mulis. Er war einer der ersten, der sich mit seinem Programm und Namen an eine breite Öffentlichkeit wandte und Trainingsprogramme für Pferde als Marke etablierte. Parelli gelang es mit dem Programm weltweit bekannt zu werden und Pferdetraining zu einem Industriezweig auszubauen. Parellis Natural Horsemanship agiert mittlerweile weltweit, bildet Trainer aus, publiziert Bücher, Videos und große Mengen Merchandise. Zusammen mit seiner Frau tourt er mit einem Konvoi aus Trucks, Pferden, Hunden und Angestellten durch die USA, um dort Pferdevorführungen durchzuführen und neue Kunden zu gewinnen.
Heute zieht der Amerikaner tausende ebenso in England an, wie er als Hauptattraktion der größten Pferdeausstellung Australien gilt. Die Humane Society of the United States verlieh Parelli aufgrund seines Programms die Auszeichnung als menschlicher Pferdemensch des Jahres 2009.
Nate Bowers hat in Zusammenarbeit mit Parelli um Vorbereitende Übungen für Fahrpferde im Natural Horsemanship Programm ergänzt.
Mittlerweile wird das Programm auch vereinzelt auf andere Tierarten angewendet, wie z. B. Elefanten.